# Jonasz

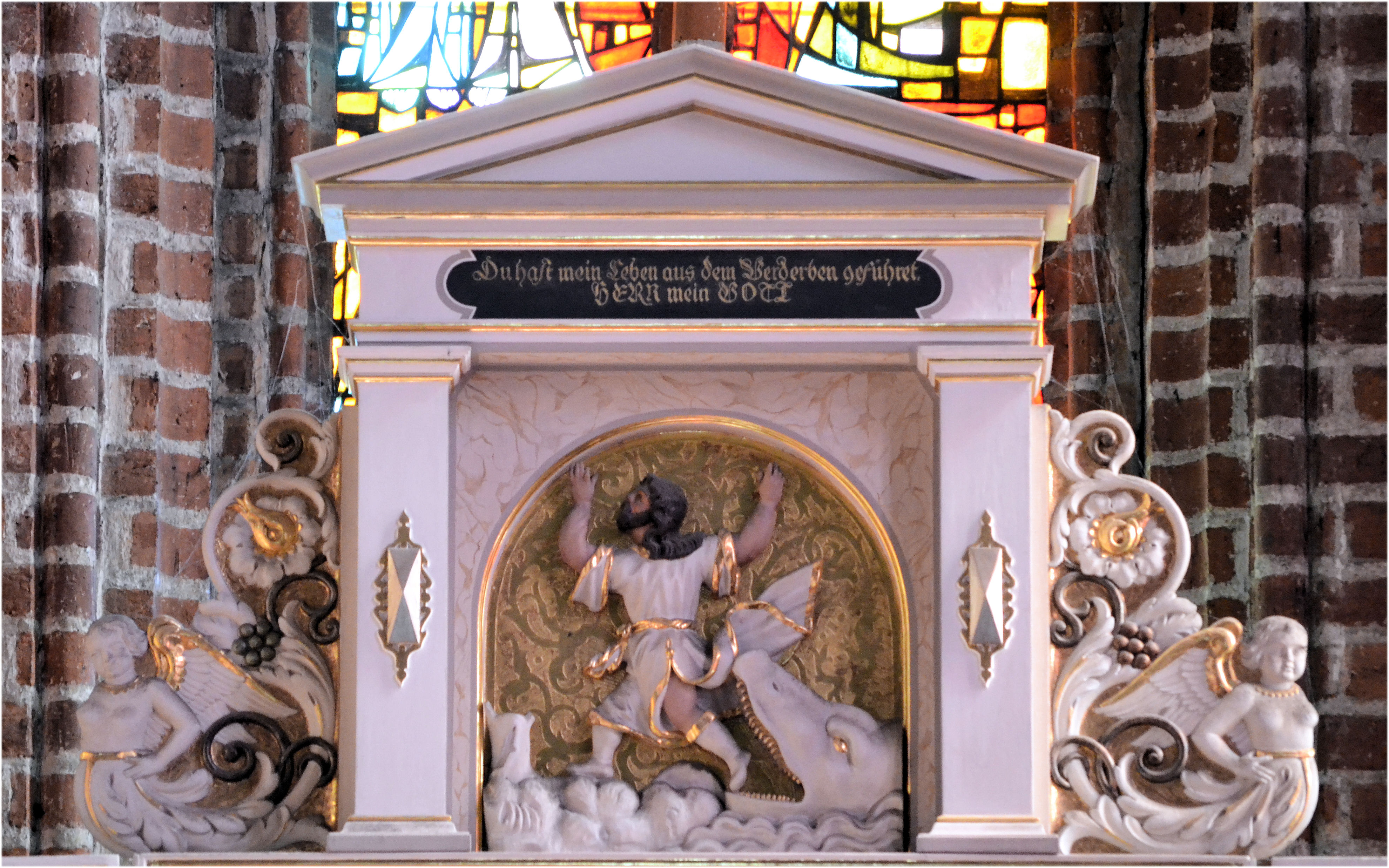
Prorok Jonasz – zwieńczenie ołtarza głównego katedry w Gorzowie Wlkp.

Jonasz (hebr. ‏יוֹנָה‎ Jona, dosł. „gołąb”; stgr. Ἰωνᾶς) – prorok izraelski, żyjący i działający w VIII wieku p.n.e., w Izraelu i Asyrii, pochodzący z Gat-Chefer. Opisany w biblijnej Księdze Jonasza, której autorstwo jemu się właśnie przypisuje.
Przepowiadał zdobycze terytorialne Królestwa Izraela za panowania Jeroboama II oraz ostrzegał mieszkańców Niniwy przed zburzeniem miasta, co spotkało się z pozytywnym odbiorem.
Działalność Jonasza wśród Asyryjczyków zbiegła się w czasie z zaćmieniem Słońca widocznym z Niniwy w 763 p.n.e. To zdarzenie mogło być niewspomnianym w Biblii czynnikiem, który przekonał mieszkańców miasta do wysłuchania proroka.

## Przekaz Biblijny
Według Księgi Jonasza, Bóg kazał mu się udać do Niniwy, stolicy Asyrii, wroga Izraelitów. Miał nawoływać jej mieszkańców, aby zaniechali swych niegodziwości. Jonasz, chcąc się uchylić od tego polecenia, wsiadł na statek udający się w przeciwnym kierunku, do Tarszisz. Rozpętała się jednak burza i dla Jonasza stało się jasne, że tego powodem jest jego ucieczka przed Bogiem. Kazał załodze wyrzucić się za burtę. Kiedy to uczynili, sztorm ucichł, a Jonasz został połknięty przez wielką rybę, w której brzuchu spędził trzy dni i trzy noce.
Gdy ryba wypluła go na brzeg, postanowił spełnić swą misję w Niniwie, której mieszkańcy w rezultacie okazali skruchę Bogu, zaczęli pościć i modlić się o przebaczenie. Dzięki temu JHWH odwołał zapowiedzianą karę za nieposłuszeństwo i miasto zostało oszczędzone.

## Grobowiec
24 lipca 2014 Państwo Islamskie wysadziło w powietrze grobowiec proroka Jonasza w Mosulu.